# Fender Telecaster Bass
Il Fender Telecaster Bass è un basso elettrico solid body (ovvero a corpo pieno) prodotto e commercializzato dalla Fender tra il 1968 e il 1979 e nuovamente dal 2007 ad oggi.

## Storia

### Dal 1968 al 1979
Immesso sul mercato come alternativa ai modelli Precision Bass e Jazz Bass era essenzialmente una riedizione del Precision Bass prima serie del 1951, con un corpo in frassino dalle superfici piatte (slab body), un pick-up a singolo avvolgimento con soli quattro magneti, un grande battipenna, il manico e la tastiera in acero, il ponte a due sellette con corde passanti. 

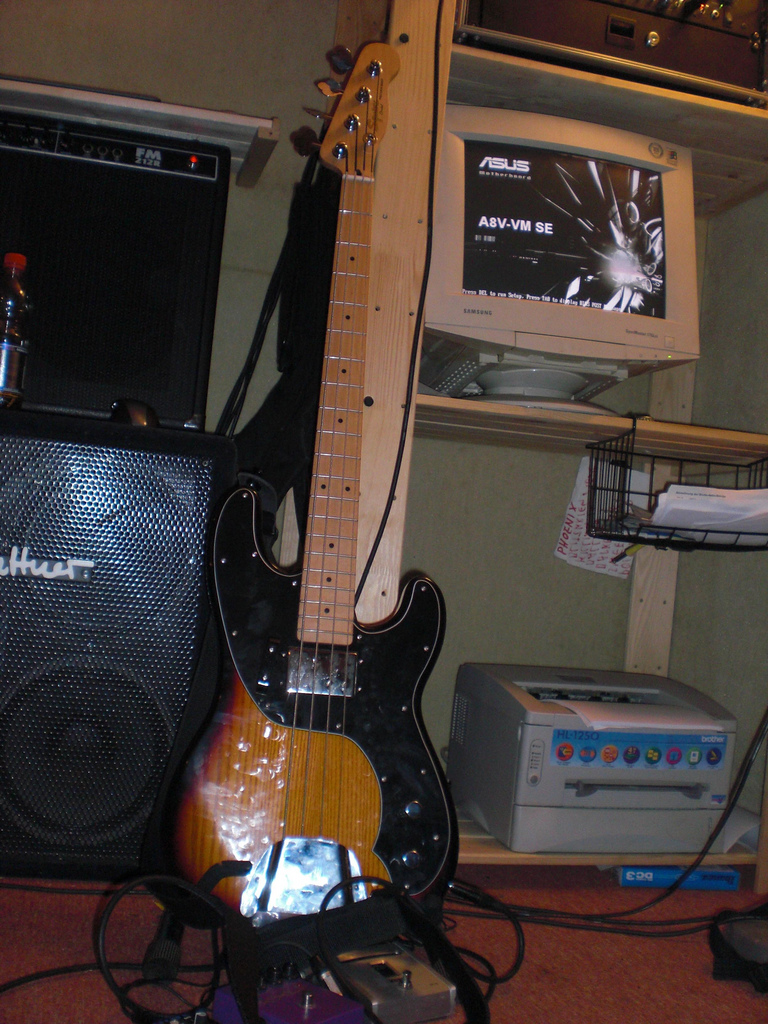
Una Squier Vintage Modified

Alla fine del 1971 viene adottato un nuovo sistema di regolazione del manico, ridisegnato il battipenna e sostituito il pickup single coil con un humbucker Fender Wide Range posto vicino alla tastiera, donando a questo strumento un suono dai bassi profondi e caratteristico. Nel 1977 il ponte a due sellette viene rimpiazzato dal classico ponte utilizzato sugli altri modelli. La produzione del Telecaster Bass termina nel 1979.

### Dal 2007 ad oggi
Il Fender Telecaster Bass è stato riproposto nell'aprile 2007 dalla Squier, una società produttrice di strumenti entry level controllata dalla Fender, col nome di Squier Vintage Modified Precision Bass TB, una versione economica che si basa sulla seconda serie del Telecaster Bass. Nel 2011 la Fender commercializza una versione a 2 pickup Humbucker della serie Modern Player, una linea di chitarre e bassi elettrici Fender assemblata in Cina.

## Musicisti che hanno usato il Fender Telecaster Bass
- Verdine White, bassista della band Earth, Wind & Fire.
- Arthur Kane, bassista dei New York Dolls.
- Billy Cox, bassista dei Gypsy Sun & Rainbows di Jimi Hendrix.
- Dusty Hill, bassista dei ZZ Top.
- John Paul Jones, bassista dei Led Zeppelin.
- Sting.